# Општина Лоамнеш (Сибињ)
Лоамнеш (рум. Loamneş) општина је у Румунији у округу Сибињ.
Oпштина се налази на надморској висини од 452 m.